# Pangrang
Pangrang (en népalais : क्याङ) est un comité de développement villageois du Népal situé dans le district de Parbat. Au recensement de 2011, il comptait 2 223 habitants.